# Totiviridae
Totiviridae és una família de virus d'ARN bicatenari.

## Gèneres
- Gènere Totivirus; espècie tipus: Saccharomyces cerevisiae virus L-A
- Gènere Giardiavirus; espècie tipus: Giardia lamblia virus
- Gènere Leishmaniavirus; espècie tipus: Leishmania RNA virus 1-1